# ストレプトマイシン
ストレプトマイシン（Streptomycin）は、細菌感染症の治療に用いられる抗生物質であり、結核、マイコバクテリウムアビウムコンプレックス感染症、心内膜炎、ブルセラ症、バークホルデリア感染症、ペスト、野兎病、鼠咬症などに適用がある。
最初に発見されたアミノグリコシド類であり、結核の治療に用いられた最初の抗生物質である。略してストマイともいう。消化管からの吸収がよくないため経口投与できず、筋肉内注射（筋注）もしくは静脈注射となる。真正細菌（バクテリア）型リボソームのみに選択的で、それ以外の生物、例えば古細菌には効果がない。古細菌に近い祖先をもつと考えられる真核生物本体のリボソームも阻害を受けず、真正細菌のみを選択的に殺すことができる。ただし、ミトコンドリアリボソームは進化的に真正細菌に起源があり、ある程度影響を受ける。これが副作用の原因の一つになると考えられている。
1943年にアルバート・シャッツによって、放線菌の一種 Streptomyces griseus の代謝物から発見された。WHO必須医薬品モデル・リストに掲載され、WHOの「人間医学において非常に重要な抗菌剤」リストに掲載されている。
また農薬でもあり、硫酸塩および誘導体のジヒドロストレプトマイシンが殺菌剤として発売されている。

## 適応

### 医薬品
- 結核
- 感染性心内膜炎（ベンジルペニシリンまたはアンピシリンと併用の場合に限る）
- ペスト
- 野兎病
- 非結核性抗酸菌症（マイコバクテリウム・アビウムコンプレックス(MAC)症を含む）
- ワイル病

### 農薬
火傷病の殺菌剤として用いられる。

## 作用機序
ストレプトマイシンはタンパク質合成を阻害することによりバクテリアの成長や代謝を停止させる。具体的には、バクテリアのリボソーム上の30Sサブユニットの16S rRNAに結合し、代謝を担うあらゆるタンパク質の合成、即ちリボソーム上でのポリペプチド鎖の合成の開始を阻害する。

## 副作用
他のアミノグリコシド系抗生物質と同様に内耳神経（第VIII脳神経）・腎臓に対する毒性を持つので、副作用として難聴・腎機能障害などが現れる事がある。したがって投与に際しては聴覚機能・腎機能検査の併用が必要であり、副作用の兆候が現れたら投与を中止すべきである。
かつては、ストレプトマイシンによる難聴は「ストマイ難聴」や「ストマイつんぼ」などと呼ばれた。
母系の親族にストマイ難聴患者がいる場合特に注意が必要である。ミトコンドリアの12S rRNAにA1555G変異を持つ場合、ストレプトマイシンを含むアミノグリコシド系抗生物質への感受性が高く、少量の投与で難聴を引き起こす。
上記の第VIII脳神経、腎機能障害の他に、肝障害・間質性肺炎・ショック・アナフィラキシー・中毒性表皮壊死融解症（Toxic Epidermal Necrolysis：TEN）、皮膚粘膜眼症候群（スティーブンス・ジョンソン症候群）・溶血性貧血・血小板減少が発生し得る。

## 毒性
マウスLD50は、静注145から300 mg/kg、皮下注600から1,250 mg/kgである。
アメリカ食品医薬品局 (FDA) のガイダンスを参考に、マウス（静注）145 mg/kg をヒト等価用量 (HED) 換算すると、ヒト11.79 mg/kgとなる。日本人男性（成人）の平均体重65から70kgでは766から825 mgが相当する。同様に、マウス（皮下注）600 mg/kgをHED換算すると、ヒト48.78 mg/kg（3,170から3,415 mg）となる。臨床用量は1日1から2 g（筋注）である。

## 歴史

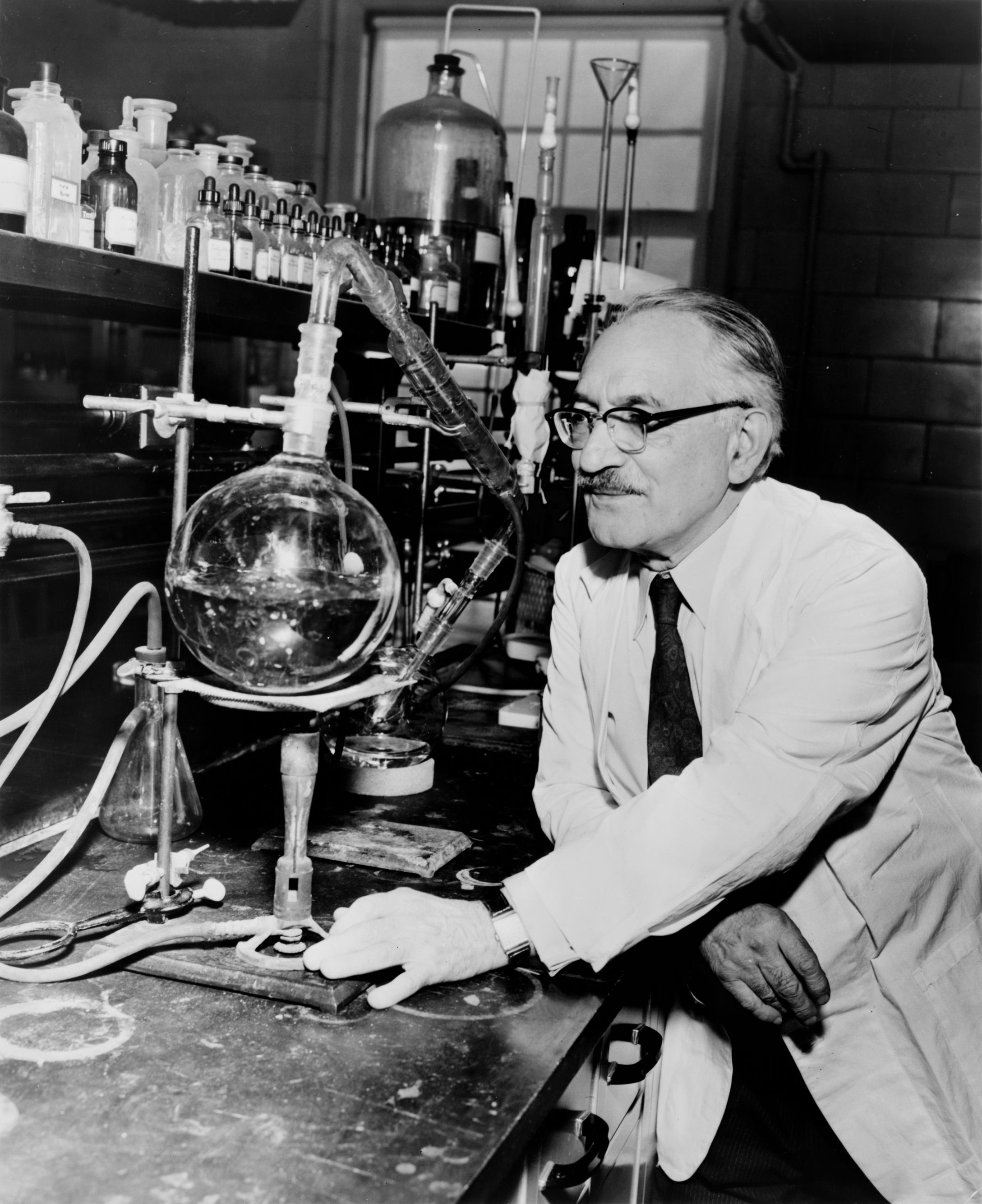
セルマン・ワクスマン。功績によりノーベル生理学・医学賞を受賞した。

1943年10月19日、ラトガース大学のセルマン・ワクスマンの研究室の卒業研究生、アルバート・シャッツによって最初に単離された。ワクスマンらはアクチノマイシン、クラバシン（clavacin）、ストレプトスリシン（streptothricin）、ストレプトマイシン、ネオマイシン、フラジシン（fradicin）、カンジシジン（candicidin）、カンジジン（candidin）など数々の抗生物質を発見している。これらのうちストレプトマイシンとネオマイシンの2つは、多くの伝染病の治療に広く適用されている。ワクスマンは抗生物質の英語 antibiotics の考案者としても知られる。日本からは東風睦之博士が当時は異例であった客員研究員として招聘され、1951年と1952年に連名で論文を発表し研究に大きく寄与した。
ストレプトマイシン発見者としての詳細と名声がシャッツによって主張され、これは訴訟にまで発展した。シャッツはストレプトマイシンの発見者ではあるが、ワクスマンの指導のもとストレプトマイシンの研究を行うよう命じられていた卒業研究生にすぎず、ワクスマンの研究室の技術、装置、設備を使っていたことが論争の原因である。シャッツを1952年のノーベル賞受賞者に含めるべきという主張もあった。しかし委員会は、受賞理由はストレプトマイシン発見の功績だけでなく、発見につながった方法論や技術、および他の多くの抗生物質の発見を含めたものであるとして、この主張を退けた。この訴訟は、ワクスマンとシャッツがストレプトマイシンの共同発見者であるとみなすという公式判定が下り、和解により終息した。シャッツは1994年、74歳のときにラトガース賞を受けた。

### 日本
日本では終戦直後の昭和20年代に結核の特効薬として切望されたが、極めて入手困難な薬の一つだった。1949年には、海烈号事件と呼ばれる密輸事件で、中国国営の海烈号から大量のアメリカ製のストレプトマイシンを含む20万ドル相当といわれた密輸品が摘発され、この物資は摘発後に競売にかけられ日本国内で使用された。その結果、密輸事件が多くの結核患者を救った。ヤマト運輸の二代目社長である小倉昌男は1948年に結核で4年にもわたる入院生活を強いられたが、アメリカ軍から手に入れたストレプトマイシンで治療に成功している。
1950年より科学研究所（理化学研究所の前身，現在の科研製薬）が生産に着手。1951年10月には30トンタンク3基を稼働させ、国内需要の1/3を生産する規模にまで拡大させた。当時の新聞広告には「結核の38度線」というキャッチコピーが用いられている。